# Hamadryas antillana
Hamadryas antillana är en fjärilsart som beskrevs av Hall 1925. Hamadryas antillana ingår i släktet Hamadryas och familjen praktfjärilar. Inga underarter finns listade i Catalogue of Life.